# 深町未紗
深町 未紗（ふかまち みさ、4月3日 - ）は、日本の女性声優。かつてはユニット「ポポロコネクト」のメンバーとしても活動していた。千葉県出身。フリー。

## 経歴
2017年10月31日にワイスプロダクションを退所し、フリーで活動。同年12月にキャトルステラの第2回声優オーディションとして開催された『あやかし百鬼夜行～極～』のキャラクターオーディションにて馬鹿(むましか)役に合格し、2018年1月よりキャトルステラに準所属となった。
2018年4月放送開始の『レディスポ』のミホ役でテレビアニメ初出演。
2019年3月、キャトルステラの新人声優で結成したライブアイドルユニット「ポポロコネクト」のメンバーとなり、ユニットとしてインクリプションに所属。メンバーカラーはベビーピンク担当。なお、同ユニットは2020年12月末をもってメンバー全員がキャトルステラから離籍している状態になり、ユニット自体も2021年1月23日のラストライブをもって解散。
2020年12月末をもって、キャトルステラを退所。

## 人物
趣味は寝ることと食べること。プライバシー保護の音声やヤギ、ヒツジのものまねを特技とする。

## 出演
太字はメインキャラクター。

### テレビアニメ
- レディスポ（2018年、ミホ[6]）
- 京都寺町三条のホームズ（2018年、早苗[10]）
- 超可動ガール1/6（2019年、リンドウ[11]）

### ゲーム
2017年
- ヤマダパズル たぷたん（ホイップ、PVナレーション、システムボイス）

2018年
- あやかし百鬼夜行〜極〜（馬鹿-むましか-）
- 感染×少女（シーエ）　※『ゼロマキナ』コラボ
- 極光のレムリア 〜Hidden elements〜（ウェンディ）
- フィンガーナイツクロス（ボニー）
- みんゴル（女性キャディ：げんき）
- 新聞物語

2019年
- アークオーダー（鬼火 他）
- ArkResona -アークレゾナ-（ノウン・コンプリートタイプ、メカリンジー）
- ナナカゲ〜7つの王国と月影の傭兵団〜（リカ、セリーヌ）
- メリーガーランド（エア、キャロット、ハリュ）
- バハムートラビリンス（シャーリー、パンドラ）
- リバースユニオン（コカトリスくん）
- グレントリア〜眠レル竜ト暁ノ戦士ノ物語〜

2020年
- タイムリフレイン（ティターニア、ロイス、エグゼクター）
- ステラクロニクル

2021年
- ひめがみ神楽（鴻鈞、哪吒）

2022年
- ヴェルヴェット・コード（暁）

## ディスコグラフィ

### 参加作品
| 発売日         | 商品名         | 歌                                                   | 楽曲 | 備考                                               |
| -------------- | -------------- | ---------------------------------------------------- | --- | -------------------------------------------------- |
| 2018年5月29日  | -              | 富田美憂、楠木ともり、深町未紗、中恵光城、上原あかり | 「My Element」 | ゲーム『極光のレムリア 〜Hidden elements〜』主題歌 |
| 2019年7月3日   | Hello, world!  | ポポロコネクト                                       | 「白地図の向こうへ」 「勇気がたりない!」 「君が幸せになるのを待っている」 「明日はきっと」 「セイレーン」 「ツナグセカイ」                    |                                                    |
| 2019年10月18日 | Hello, world!! | ポポロコネクト                                       | 「Hello, world!!」 「白地図の向こうへ」 「勇気がたりない!」 「君が幸せになるのを待っている」 「明日はきっと」 「セイレーン」 「ツナグセカイ」 |                                                    |

### ユニットメンバー
1. ↑  結崎このみ、深町未紗、成瀬真那、加山夕莉